# 唐朝与契丹、奚的战争
唐朝与奚、契丹（两蕃）的战争，是7世纪到9世纪唐朝和奚、契丹的一系列战争。
奚、契丹在唐太宗贞观二十二年（648年）时归顺唐朝，建立了两个羁縻州饶乐都督府、松漠都督府。唐高宗显庆五年（660年），奚匹帝、契丹阿卜固叛唐，薛仁贵、阿史德枢宾、左武候将军延陀梯真、居延州都督李含珠率军平叛，斩匹帝、俘阿卜固。696年，契丹李尽忠、孙万荣反武周，杀营州都督赵文翙，在硖石谷之战、东硖石谷之战大败武周军，大将王孝杰坠崖而亡。契丹兵锋直接推进到赵州。后武周联合突厥默啜消灭孙万荣，但是奚、契丹倒向了后突厥。在712年的冷陉之战和714年的滦水谷之战中，唐军两次大败于奚、契丹。阿史那默啜在716年死后，奚、契丹重新归唐。契丹可突于专政，驱逐都督、公主，废大贺氏、立遥辇氏，与唐朝为敌。唐朝设立幽州节度使、平卢节度使，防御奚、契丹。732年-734年，唐军重创奚、契丹，可突于被杀。安禄山就任后，挑衅两蕃，致使745年和亲公主被杀，禄山讨破之。诏立它酋婆固为昭信王、饶乐都督，以定其部；更封其酋楷落为恭仁王，代松漠都督。之后，安禄山屡诱奚、契丹，动数千人，函其酋长之首以献，前后多次。750年十月，安禄山献奚俘八千人。751年八月，安禄山败于土护真水，唐军死者数千。754年四月，安禄山奏击奚破之，虏其王李日越。755年四月，安禄山奏破奚五千骑，并破契丹勃朱蜀活等部落贼等，除戮之外，应获生口、马、牛、羊、甲仗共一百三十二万。安史之乱后，相对独立的幽州节度使承担遏制两蕃之任。与此同时，两蕃附从于回鹘。刘济于795年及元和初年大破奚，斩俘甚众；李载义于830年大破奚，擒奚王茹羯；张仲武在847年大破北奚、山奚。回鹘亡国后，契丹耶律氏取代遥辇氏，整合奚族，重新崛起。多次侵扰幽州。耶律阿保机在唐朝灭亡（907年）数年后（916年）建立契丹国（即辽朝），成为五代和北宋最大的边患。